# Kilwa Kisiwani
Kilwa Kisiwani y Songo Mnara son dos pequeñas islas junto a la costa de Tanzania que representan los vestigios de dos grandes puertos comerciales donde, entre los siglos IX y XVI, se intercambiaba el oro y el hierro del Gran Zimbabue, los esclavos y el marfil de toda el África Oriental, por tejidos, porcelanas, joyas y especias de Asia. 
Estas islas fueron inscritas por la Unesco en 1981 en la lista de los sitios que constituyen Patrimonio de la Humanidad con la denominación de Ruinas de Kilwa Kisiwani y de Songo Mnara y, en 2004, en la Lista del Patrimonio de la Humanidad en peligro. En junio de 2014, la Unesco retiró dichas ruinas de la lista de Patrimonio de la Humanidad en peligro por la mejora en la gestión y salvaguardia del sitio.

## Historia
Situadas en la entrada de una bahía en el sudeste de Tanzania, las islas de Kilwa Kisiwani y de Songo Mnara parecen haber sido ocupadas en el siglo IX, probablemente por poblaciones suajili y, en esa época, un jefe de la isla de Kilwa Kisiwani se la vende a un mercader árabe llamado Ali bin Al-Hasan, fundador de la llamada dinastía Shiraz. Entre los siglos XI y XV, sus descendientes crearán aquí el más poderoso centro comercial del África Oriental.
En el siglo XIII, sus jefes dominaban todos los centros comerciales de la costa africana, desde la isla Pemba, al norte, hasta Sofala, en el sur. El mundo occidental empezó a conocer Kilwa a través de los escritos de un viajero intelectual marroquí, Abu Abdullah Ibn Batuta, que la visitó en 1331. Quedó extasiado por la “belleza de la gran ciudad, con edificios construidos de piedra de coral, normalmente con un único piso y pequeñas estancias separadas por macizas paredes y con tejados formados de placas de la misma piedra, soportados por las paredes y por estacas de manglar”. Pero también encontró “estructuras formidables de varios pisos y algunas bellamente ornamentadas con piedra esculpida en las entradas, tapices y nichos cubriendo las paredes y el suelo con alfombras. Claro que estas eran las casas de los ricos, porque los pobres vivían en casas de paja, se vestían simplemente con una tela sobre las piernas y comían papilla de maíz...”

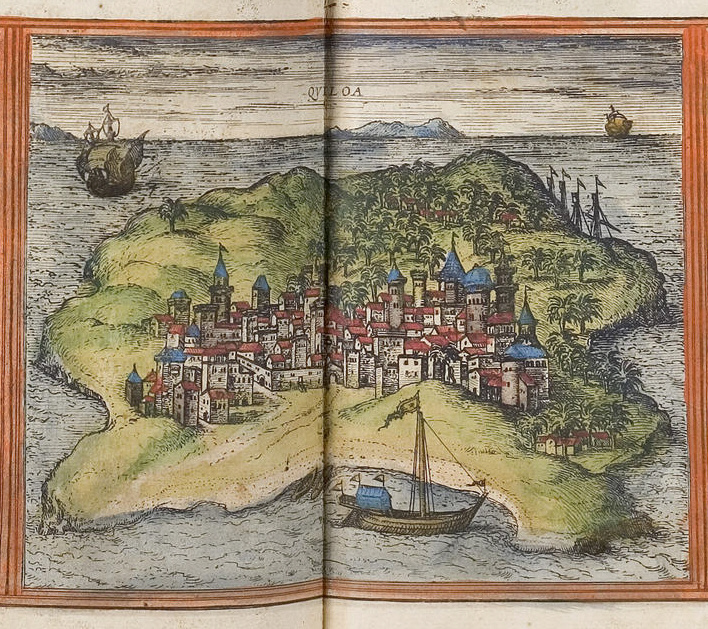
Kilwa Kisiwani en 1590.

Cerca de 170 años después, Pedro Álvares Cabral también visitó Kilwa y se refirió a las bellas casas de coral y sus terrazas, pertenecientes a "moros negros”, lo que atrajo la atención de los portugueses. Al principio del siglo XVI, la fortuna de Kilwa cambió radicalmente: Vasco da Gama tomó la isla en 1502 y, como el sultán cesó de pagar su tributo, el 24 de julio de 1505, los portugueses, comandados por Francisco de Almeida, la destruyeron y construyeron un fuerte que más tarde fue utilizado como prisión y, por eso, denominado “Gereza”. En 1512, la isla fue conquistada por una fuerza árabe y volvió a ser una ciudad-estado suajili hasta 1784, cuando se convirtió en un protectorado de Omán y volvión a perder su poderío. En 1843, la ciudad vecina de Kilwa Kivinje, a cerca de 20 km al norte, en la costa, pasó a ser utilizada como puerto y Kilwa Kisiwani fue abandonada y sus edificios se convirtieron en ruinas.
En la década de 1950, las autoridades coloniales comienzan a explorar las ruinas y, más tarde a recuperar algunos edificios. En este momento Kilwa Kisiwani es un punto turístico importante. Entre los edificios más importantes se encuentran:
- La Gran Mezquita de Kilwa, que era la mayor de África cuando fue construida, con grandes bóvedas y pilares monolíticos;
- El Palacio Husuni Kubwa, com 100 habitaciones, es el mayor edificio pre-europeo en piedra en la región oriental y austral de África;
- La pequeña mezquita, también abovedada, que es el edificio mejor preservado en la isla;
- El Palacio Makutani, con grandes paredes triangulares;
- El “Pequeño” Husuni Ndogo; y
- La Gereza (prisión).